# Coralville
Coralville ist eine Stadt (mit dem Status „City“) im Johnson County im US-amerikanischen Bundesstaat Iowa. Im Jahr 2010 hatte Coralville 18.907 Einwohner, deren Zahl sich bis 2020 auf 22.318 erhöhte.
Coralville ist Bestandteil der Metropolregion um die Stadt Iowa City.

## Geografie

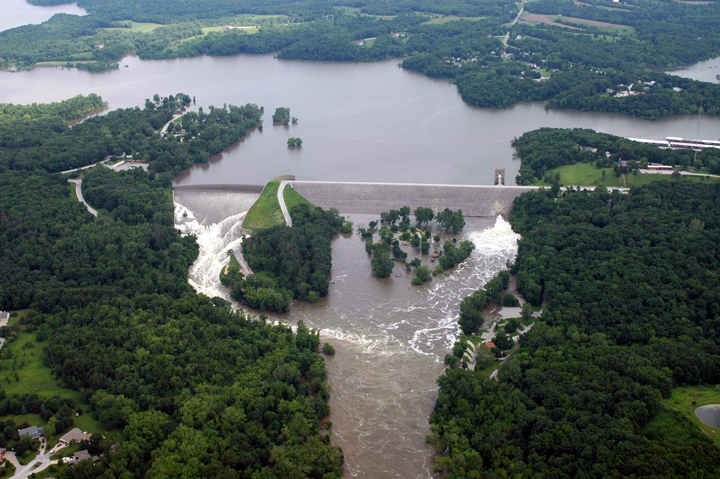
Coralville Dam

Coralville liegt im Osten Iowas an der Mündung des Clear Creek in den Iowa River, einen rechten Nebenfluss des die Grenze Iowas zu Illinois bildenden Mississippi. Der Schnittpunkt der drei Bundesstaaten Iowa, Illinois und Wisconsin liegt rund 140 km nordöstlich von Coralville. Rund 5 km nordöstlich der Stadt wird der Iowa River zum Coralville Lake aufgestaut. Hier befindet sich die Devonian Fossil Gorge.
Die geografischen Koordinaten von Coralville sind 41°40′35″ nördlicher Breite und 91°34′50″ westlicher Länge. Das Stadtgebiet erstreckt sich über eine Fläche von 31,21 km² und verteilt sich über die Clear Creek, die Penn und die West Lucas Township.
Das Zentrum von Iowa City liegt 6,9 km südöstlich. Weitere Nachbarorte von Coralville sind North Liberty (an der nördlichen Stadtgrenze) und Tiffin (an der nordwestlichen Stadtgrenze).
Die nächstgelegenen Großstädte sind Cedar Rapids (38,1 km nördlich), die Quad Cities in Iowa und Illinois (94,8 km östlich), Chicago in Illinois (363 km in der gleichen Richtung), St. Louis in Missouri (423 km südsüdöstlich), Kansas City in Missouri (481 km südwestlich), Iowas Hauptstadt Des Moines (176 km westlich), Nebraskas größte Stadt Omaha (398 km in der gleichen Richtung), Rochester in Minnesota (304 km nordnordwestlich) und die Twin Cities in Minnesota (483 km in der gleichen Richtung).

## Verkehr
An der nordöstlichen Stadtgrenze kreuzen der von West nach Ost verlaufende Interstate Highway 80 und der ebenfalls vierspurig ausgebaute U.S. Highway 218. Der U.S. Highway 6 führt in Nordwest-Südost-Richtung durch das Stadtzentrum von Coralville und trifft dort auf den Iowa Highway 965. Alle weiteren Straßen sind untergeordnete Landstraßen, teils unbefestigte Fahrwege sowie innerörtliche Verbindungsstraßen.
Im Stadtgebiet von Coralville treffen mehrere Eisenbahnlinien für den Frachtverkehr verschiedener Eisenbahngesellschaften aufeinander.
Mit dem Iowa City Municipal Airport befindet sich 7,9 km südöstlich ein kleiner Flugplatz. Der nächste Verkehrsflughafen ist der Flughafen Cedar Rapids – Eastern Iowa (29,3 km nordnordwestlich).

## Bevölkerung
Nach der Volkszählung im Jahr 2010 lebten in Coralville 18.907 Menschen in 7763 Haushalten. Die Bevölkerungsdichte betrug 605,8 Einwohner pro Quadratkilometer. In den 7763 Haushalten lebten statistisch je 2,29 Personen.
Ethnisch betrachtet setzte sich die Bevölkerung zusammen aus 79,4 Prozent Weißen, 7,9 Prozent Afroamerikanern, 0,3 Prozent amerikanischen Ureinwohnern, 7,8 Prozent Asiaten, 0,1 Prozent Polynesiern sowie 2,0 Prozent aus anderen ethnischen Gruppen; 2,6 Prozent stammten von zwei oder mehr Ethnien ab. Unabhängig von der ethnischen Zugehörigkeit waren 5,1 Prozent der Bevölkerung spanischer oder lateinamerikanischer Abstammung.
22,3 Prozent der Bevölkerung waren unter 18 Jahre alt, 70,2 Prozent waren zwischen 18 und 64 und 7,5 Prozent waren 65 Jahre oder älter. 48,5 Prozent der Bevölkerung waren weiblich.
Das mittlere jährliche Einkommen eines Haushalts lag bei 56.635 USD. Das Pro-Kopf-Einkommen betrug 32.401 USD. 10,6 Prozent der Einwohner lebten unterhalb der Armutsgrenze.

## Bekannte Bewohner
- Samuel Jordan Kirkwood (1813–1894) – fünfter und neunter Gouverneur von Iowa (1860–1864; 1876–1877) und Innenminister der Vereinigten Staaten (1881–1882) – lebte lange in Coralville